# Rapperswil (stacja kolejowa)
Rapperswil – stacja kolejowa w Rapperswil, w kantonie St. Gallen, w Szwajcarii. Znajdują się tu 4 perony.